# Sent Nasari de Valentana
Sent Nasari de Valentana (en francès Saint-Nazaire-de-Valentane) és un municipi francès situat al departament de Tarn i Garona i a la regió d'Occitània.

## Demografia
| 1962                                       | 1968 | 1975 | 1982 | 1990 | 1999 | 2007 |
| ------------------------------------------ | ---- | ---- | ---- | ---- | ---- | ---- |
| 441                                        | 479  | 444  | 420  | 384  | 360  | 329  |
| Des de 1962: població sense dobles comptes |      |      |      |      |      |      |

## Administració
| Període   | Identitat     | Partit |
| --------- | ------------- | ------ |
| 2001-2008 | Guy Molinier  |        |
| 2008-     | Roger Lacombe |        |